# Evermore
Evermore (stylizowane jako evermore) – dziewiąty album studyjny amerykańskiej piosenkarki i autorki tekstów Taylor Swift, który został wydany 11 grudnia 2020 roku nakładem wytwórni Republic Records. Wydano go niecałe pięć miesięcy po poprzednim albumie piosenkarki, Folklore (2020). Został stworzony podczas izolacji spowodowanej przez pandemię koronawirusa, wraz z Aaronem Dessnerem i długoletnim współpracownikiem Jackiem Antonoffem. Evermore jest „siostrzaną płytą” swojego poprzednika, oba są albumami niespodziankami ogłoszonymi w mediach społecznościowych na kilka godzin przed premierą. Pierwszym singlem promującym krążek został utwór „Willow”, który ukazał się w tym samym dniu co album.

## Listy utworów
| Edycja standardowa | Edycja standardowa                      | Edycja standardowa                            | Edycja standardowa                  | Edycja standardowa |
| Nr                 | Tytuł utworu                            | Autorzy                                       | Produkcja                           | Długość            |
| ------------------ | --------------------------------------- | --------------------------------------------- | ----------------------------------- | ------------------ |
| 1.                 | „Willow”                                | Taylor Swift, Aaron Dessner                   | Aaron Dessner                       | 3:34               |
| 2.                 | „Champagne Problems”                    | Swift, William Bowery                         | Swift, Dessner                      | 4:04               |
| 3.                 | „Gold Rush”                             | Swift, Jack Antonoff                          | Swift, Antonoff                     | 3:05               |
| 4.                 | „Tis the Damn Season”                   | Swift, Dessner                                | Dessner                             | 3:49               |
| 5.                 | „Tolerate It”                           | Swift, Dessner                                | Jack Antonoff · Swift               | 4:05               |
| 6.                 | „No Body, No Crime” (featuring Haim)    | Swift                                         | Antonoff · Swift                    | 3:35               |
| 7.                 | „Happiness”                             | Swift, Dessner                                | Dessner                             | 5:15               |
| 8.                 | „Dorothea”                              | Swift, Dessner                                | Dessner                             | 3:45               |
| 9.                 | „Coney Island” (featuring The National) | Swift, Dessner, Bryce Dessner, William Bowery | Dessner, Bryce Dessner              | 4:35               |
| 10.                | „Ivy”                                   | Swift, Antonoff, Dessner                      | Dessner                             | 4:20               |
| 11.                | „Cowboy like Me”                        | Swift, Dessner                                | Dessner                             | 4:35               |
| 12.                | „Long Story Short”                      | Swift, Dessner                                | Dessner                             | 3:35               |
| 13.                | „Marjorie”                              | Swift, Dessner                                | Dessner                             | 4:17               |
| 14.                | „Closure”                               | Swift, Dessner                                | Dessner, BJ Burton, James McAlister | 3:00               |
| 15.                | „Evermore” (featuring Bon Iver)         | Swift, William Bowery, Justin Vernon          | Swift, Dessner                      | 5:04               |
|                    |                                         |                                               |                                     | 1:00:38            |

| Utwory bonusowe w edycji deluxe | Utwory bonusowe w edycji deluxe | Utwory bonusowe w edycji deluxe |
| Nr                              | Tytuł utworu                    | Długość                         |
| ------------------------------- | ------------------------------- | ------------------------------- |

## Notowania i certyfikaty
| Lista przebojów (2021)              | Najwyższa pozycja |
| ----------------------------------- | ----------------- |
| Australia (ARIA Charts)             | 1                 |
| Austria (Ö3 Austria Top 40)         | 2                 |
| Belgia (Ultratop Flandria)          | 1                 |
| Belgia (Ultratop Walonia)           | 52                |
| Czechy (ČNS IFPI)                   | 8                 |
| Dania (Album Top-40)                | 2                 |
| Finlandia (Suomen virallinen lista) | 7                 |
| Francja (SNEP)                      | 68                |
| Hiszpania (PROMUSICAE)              | 11                |
| Holandia (MegaCharts)               | 3                 |
| Irlandia (IRMA)                     | 2                 |
| Kanada (Billboard Canadian Albums)  | 1                 |
| Litwa (AGATA)                       | 5                 |
| Niemcy (Media Control Charts)       | 6                 |
| Norwegia (VG-lista)                 | 3                 |
| Nowa Zelandia (Recorded Music NZ)   | 1                 |
| Polska (OLiS)                       | 46                |
| Portugalia (AFP)                    | 1                 |
| Stany Zjednoczone (Billboard 200)   | 1                 |
| Szwajcaria (Alben Top 100)          | 4                 |
| Szwecja (Sverigetopplistan)         | 3                 |
| Wielka Brytania (OCC)               | 1                 |
| Włochy (FIMI)                       | 26                |

| Kraj                  | Certyfikat      | Sprzedaż |
| --------------------- | --------------- | -------- |
| Kanada (Music Canada) | złota płyta     | 40 000+  |
| Polska (ZPAV)         | platynowa płyta | 20 000+  |
| Wielka Brytania (BPI) | srebrna płyta   | 60 000+  |